# Chambre froide
Pour les articles homonymes, voir Chambre froide (homonymie).
Une chambre froide (du latin frigus, froid) est une installation industrielle utilisée pour l’entreposage de denrées périssables afin de les conserver à basse température. Elle rend possible le refroidissement d'un corps par l’extraction d'une partie de sa chaleur. Les chambres froides sont très utiles aux grandes et moyennes surfaces, à la restauration, aux entrepôts, aux laboratoires, à l’industrie de la pétrochimie, de l’agro-alimentaire, etc.
Il est ainsi possible de conserver, par exemple, des denrées alimentaires ainsi que leurs qualités nutritionnelles sur une durée plus importante. Pour ce faire, les produits sont stockés dans des chambres réfrigérées à une température appropriée qui permet de les mettre à disposition au consommateur longtemps après la récolte. En effet, il a été vérifié qu'en maintenant une température inférieure à celle de l'environnement, on peut repousser le processus de détérioration de trois à quatre jours à six à huit mois, selon l'espèce et la variété.
Une chambre froide est aussi un local servant à traiter à basse température des meubles en bois, livres, objets d'art, etc. pour supprimer les insectes xylophages. Une morgue contient une chambre froide pour les cadavres humains, dans un hôpital ou un funérarium.

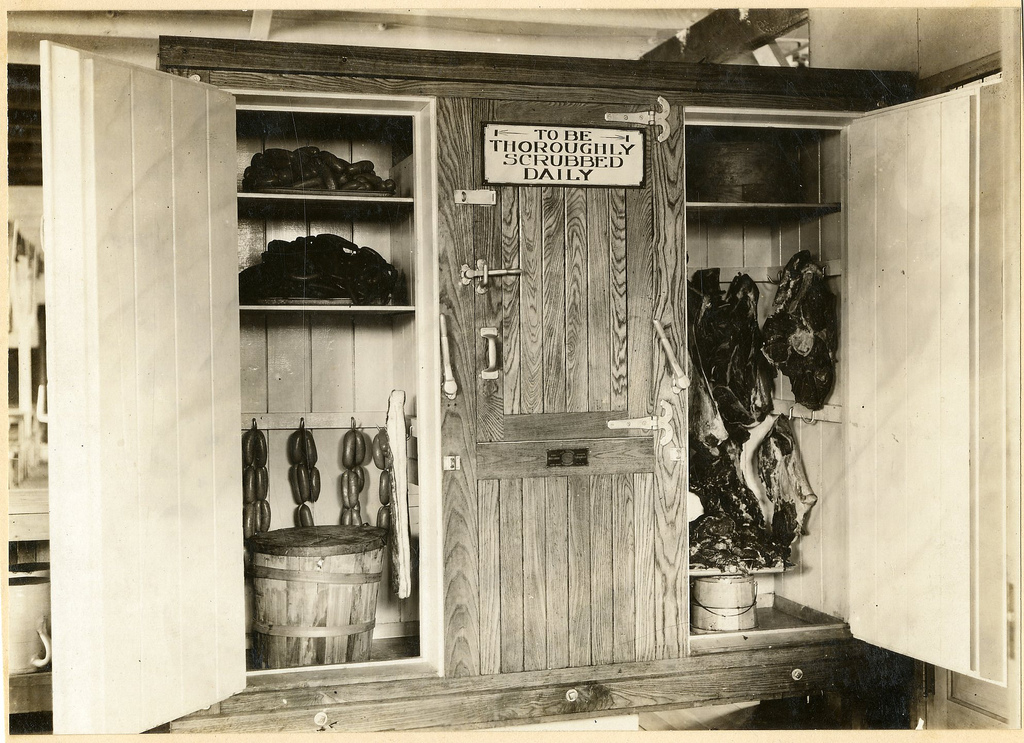
Chambre froide du Camp militaire de Devens dans le Massachusetts (Première Guerre mondiale), à nettoyer à fond et quotidiennement selon la légende de cette photo des archives médicales militaires des États-Unis.

## Histoire: origine et évolution
Très vite, l’Homme s’est demandé comment conserver les aliments périssables. Il a d’abord commencé par utiliser des méthodes ancestrales comme le salage, le séchage ou encore le fumage. Il a ensuite constaté que les aliments récupérés grâce à la cueillette et à la chasse se préservaient bien mieux en hiver qu’en été.
Dès l'Antiquité, la glace et la neige sont utilisées pour conserver des viandes autrement que par la salaison ou le fumage. Cette technique de conservation est devenue courante en France et en Europe au XVIe siècle.
Plus tard, grâce à l’apparition du microscope optique, les Hommes ont découvert que les températures inférieures à 10 °C empêchaient le développement des microbes. C’est ainsi que l’utilisation de la glace dans le but de conserver des aliments fut innovée par Francis Bacon en 1612. L’homme a ensuite longtemps cherché à reproduire les températures hivernales afin de créer la glace et le froid artificiel.
En 1858, Charles Tellier crée sa première machine frigorifique à circulation de gaz ammoniac liquéfié, pour la production du froid à usage domestique et industriel.
En 1862, lors de l’exposition universelle, Ferdinand Carré, un ingénieur français, présenta son invention : une machine produisant d’énormes blocs de glace grâce à la chaleur, le réfrigérateur à absorption de gaz, ce premier modèle étant destiné à un usage industriel. Ensuite, un modèle portatif a été créé dans le but d’améliorer le confort quotidien des foyers. Le frère de Ferdinand, Edmond Carré, conçut plus tard un appareil offrant la possibilité de rafraîchir les carafes d’eau ou de vin. L’invention de Charles Tellier fût par la suite constamment améliorée.
En effet, la découverte de la chambre froide a été révolutionnée en 1851 grâce à l’utilisation de l’éther éthylique, transformé à l’état liquide, afin de produire du froid, en revenant à son état gazeux. Cette transformation est établie grâce à une pompe, aujourd’hui appelé compresseur.
Mais l’éther méthylique étant diagnostiqué comme trop dangereux, l’utilisation d’un liquide binaire comme l’eau et l’ammoniaque est préconisée. Ce nouveau procédé est mis en place par Ferdinand Carré, tandis que Charles Tellier utilise le triméthylamine. D’autres liquides sont ensuite utilisés comme fluide frigorifique : l’ammoniac, le chlorure de méthyle, etc.
En 1865, Charles Tellier construit la première armoire conservatrice. Pour démontrer l’efficacité de son procédé de réfrigération devant les membres de l’Académie des Sciences, il fit partir de Rouen en 1876 le navire appelé  « Frigorifique », il est rempli de viande vers Buenos Aires. Le navire arriva en Argentine avec sa cargaison en bon état de conservation après plus de 100 jours de voyage, les chambres froides étant alimentées grâce à des machines frigorifiques à absorption.
Tout en ayant découvert la technique de refroidissement, il  fallut améliorer la technique de conservation.
On a vu une évolution des matériaux permettant l’isolation. Par le passé, on utilisait du liège avec un pare-vapeur en bitume. Ensuite, les ouvriers réalisaient de manière manuelle l’assemblage des plaques de liège sur une structure de maçonnerie. On a fini par remplacer le liège par des matières dérivées du pétrole mais toujours fixée à un mur. Sont ensuite apparus les panneaux en sandwich dans la moitié du XXe siècle. C’est encore cette technique d’assemblage qui est utilisée aujourd’hui. Ils sont plus facilement transportables, point non négligeable compte tenu de la demande croissante, et ils offrent un meilleur coefficient d'isolation.

## Conception du produit

### Fonctionnement général
Toutes les chambres ont le même fonctionnement qu’elles soient positives ou négatives. Ce sont des machines frigorifiques par conséquent leur fonctionnement est basé sur la capacité de certains fluides à se condenser ou à s’évaporer à des températures différentes selon la pression.

### Éléments constitutifs

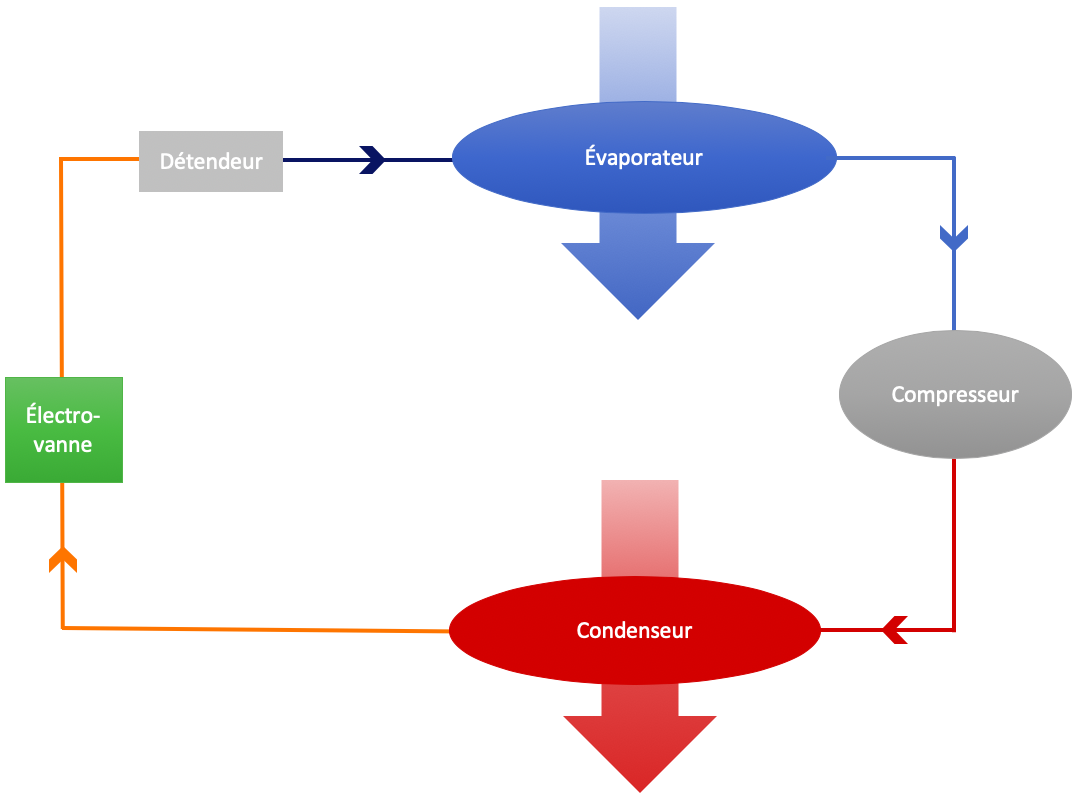
schéma de circulation du fluide frigorigène d'une chambre froide

Toute chambre froide est composée de cinq éléments principaux :
- le compresseur, l’élément qui aspire le gaz basse pression et basse température qui quitte l’évaporateur pour le renvoyer vers le condensateur sous haute pression et haute température ;
- le condenseur, l’élément qui permet au liquide frigorigène de passer de l’état de vapeur à l’état de liquide. Ce phénomène de condensation s’effectue grâce au refroidissement. On peut refroidir grâce à un condensateur avec ventilateur, avec un condensateur statique ou encore avec un condensateur par eau. Le condensateur cède son énergie au médium considéré que ce soit de l’air ou de l’eau ;
- le déshydrateur, qui permet de filtrer les impuretés et piège l’humidité ;
- le détendeur, l’organe qui assure le bon remplissage de l’évaporateur en fluide frigorigène. Il réduit la pression à l’entrée de l’évaporateur pour réduire la température du fluide. On parle de détendeur thermostatique ;
- l'évaporateur, un échangeur de chaleur qui transforme le liquide en vapeur. Pour mieux diffuser l’air dans la chambre froide un système de ventilation est souvent intégré. L’évaporateur est relié à une évacuation d’eau pour les condensats. Toutefois pour les chambres froides négatives il faut prévoir un fils chaud qui permet d’éviter la formation de glace. L’évaporateur absorbe l’énergie au médium considéré que ce soit de l’air ou de l’eau.

L’isolation de la chambre froide est indispensable à son bon fonctionnement. On utilise le plus souvent des panneaux préfabriqués composé de mousse polyuréthane placé entre deux feuilles de panneaux métalliques, stratifiés, aluminium ou d’autres matériaux. Aujourd’hui l’utilisation des isolants sans CFC et HCFC est toutefois recommandée.

#### Les températures d'une chambre froide
Il existe deux catégories de chambre froide.
Les chambres froides positives ou règne une température située au-dessus de 0 °C. Elles sont utilisées pour conserver les aliments. On y observe toutefois une température d’évaporation de −5 °C. Cette température varie selon les aliments qu’elle contient. Elle est principalement utilisée pour les fruits et légumes qui ne nécessitent pas de réfrigération. Certains types de réfrigérants sont conseillés comme le R134A. On parle aussi de froid commercial pour ce type de chambre.
Les chambres froides négatives qui présentent une température inférieure à 0 °C. Généralement à −18 °C, elle peut être configurée pour une température plus basse. Elles sont utilisées pour surgeler les aliments. La température d’évaporation ne dépasse généralement pas les −30 °C. Les produits concernés par ce type de chambre sont les aliments qui doivent être conservés sur une longue période mais aussi dans le milieu de la recherche pour les salles blanches par exemple. Pour cette catégorie, on conseille le réfrigérant R404A. On parle aussi de froid industriel pour ce type de chambre.

#### Le cycle de dégivrage
Le givre diminue le transfert de chaleur et l’efficacité du compresseur d’où l’utilité du cycle de dégivrage. Il faut néanmoins faire attention à ne pas entraîner une surconsommation de ce système.
Le principe du cycle de dégivrage repose sur plusieurs étapes. On commence par arrêter le fluide frigorifique puis la ventilation de l’évaporateur. On réchauffe ensuite la batterie à une température supérieur à 0 °C. On peut procéder de quatre manières différentes : par résistance électrique, par gaz chaud venant du compresseur, par aspersion d'eau et par circulation d'air dans la chambre. On parle aussi de ventilation forcée.
On termine par remettre en circulation du fluide frigorigène, puis la ventilation et enfin du cycle normal de refroidissement.
Il existe différents types de régulation. La régulation par horloge est la plus simple et la plus courante. On fixe à l’avance un nombre de dégivrage par jour. La régulation électronique intelligente permet d’optimiser la gestion du cycle de dégivrage ne l’autorisant que si le givre est détecté sur l’évaporateur. Cela permet une réduction des coûts d’exploitation.

### Installation
Quant à la conception des chambres froides, il en existe deux types de nos jours. Bien que chaque chambre froide soit adaptée au client, il existe deux modèles de conception communs. Les chambres traditionnelles qui sont construites de l’intérieur vers l’extérieur et les chambres autoportantes qui ont vu le jour à la fin XXe siècle et au début du XXIe siècle : le but étant d’optimiser le stockage. Ce type d’entrepôt est en fait un bâtiment complet qui est formé de rayonnage métallique. L’installation est rapide, contrairement aux chambres froides traditionnelles mais elles doivent être construites avec plus de précautions.

## La chambre froide aujourd'hui

### Utilité par secteur d'activité
Afin de garantir la santé du consommateur, il faut respecter la chaîne du froid. L’utilité de la chambre froide varie selon le secteur où elle est utilisée, les produits que l’on souhaite conserver et le stock de l’entreprise.
Les principaux secteurs qui ont recours à une chambre froide sont les suivants :

#### Agro-alimentaire / Cuisine
Secteur qui est le plus répandu. Les aliments périssables tels que le poisson, la viande ou encore les fruits et légumes ont besoin d’être conservés à basse température.
Grâce au froid, les aliments sont conservés plus longtemps après la récolte. Il faut néanmoins distinguer les chambres froides positives des chambres froides négatives en fonction des aliments qu'on souhaite conserver. La viande et certains poissons doivent être conservés dans une chambre froide négative, c'est-à-dire une chambre dont la température est en dessous de 0 °C afin d'écarter tout risque de prolifération des bactéries. En revanche, les fruits et légumes seront conservés dans une chambre froide positive, c'est-à-dire une chambre dont la température est au dessus de 0 °C afin de préserver les qualités nutritives.
Le maintien d’une certaine température pour les produits alimentaires frais doit être ininterrompu, de la fabrication du produit jusqu’à la vente en magasin.
Ce sont donc les agriculteurs et les restaurateurs qui en ont besoin. De plus, les contrôles dans la restauration sont fréquents. S’ils ne possèdent pas l’équipement adéquat, ils risquent de graves conséquences comme la fermeture de leur établissement.

#### Industrie pharmaceutique
Maîtriser la chaîne du froid garantit la qualité des médicaments, la propreté, la fiabilité et la certification des appareils. Un haut niveau de précision est exigé à cet égard.

#### Cosmétique
Les cosmétiques doivent être conservés à basse température pendant une durée plus ou moins longue. Cette conservation est essentielle afin de garantir l’efficacité du produit ainsi que ses actifs.
Les produits pour la peau sont essentiellement composés d’eau. Cette eau est propice à la prolifération de micro-organismes telles que les moisissures et les bactéries. Ici, le rôle du froid est d’empêcher le développement de champignons dans les produits de beauté.

#### Conservation des corps
Les corps en morgue sont conservés dans une morgue à une température d’environ −22 °C.

### Normes
Arrêté relatif aux mesures de sécurité applicables aux chambres froides ou climatisées.
Outils HACCP : Analyse des dangers - points critiques pour leur maîtrise.
Contrôle d'étanchéité des éléments.
Arrêté relatif à la sécurité alimentaire.
Règlementation relative aux appareils à pression et aux équipements sous pression.
Dispositions relatives à l'élimination et à la récupération de certains fluides frigorigènes utilisés dans les équipements frigorifiques et climatiques.
Code de la santé publique.
Dispositions, relatives aux systèmes de réfrigération, relevant de la réglementation contre les risques d'incendie dans les établissements recevant du public,.

### Quelques dérivées de la chambre froide
Le réfrigérateur est un appareil électroménager immobile qui permet de conserver temporairement certaines denrées. En raison de sa construction et de ses dimensions plus importantes, la chambre froide est souvent beaucoup mieux isolée et donc plus économe en énergie par volume qu'un réfrigérateur.
Les armoires frigorifiques équipent les magasins.
Le camion frigorifique est un camion qui permet de transporter des denrées périssables sans rompre la chaîne du froid lors des transports. Il s’agit donc d’une sorte de chambre froide mobile.
Le sac isotherme permet de conserver des aliments ou produits médicaux à une température constante pendant le transport, tout en évitant de rompre la chaîne du froid. Cependant, contrairement à la chambre froide, il s’agit uniquement d’une alternative pour quelques heures. Il est donc nécessaire de transférer par la suite les produits dans une autre structure plus adaptée à la conservation de longue durée comme un réfrigérateur ou une chambre froide.
La cryothérapie corps entier est une technique de bien-être par le froid qui avoisine les −150 °C. Un froid sec est diffusé sur le corps par des jets d’azote liquide. La température du corps reste, quant à elle, stable. Deux techniques de cryothérapie existent :
- La cryothérapie en chambre froide est uniquement dédiée aux sportifs de haut niveau. Elle permet de prendre en charge les blessures grâce à un choc thermique faisant baisser la température cutanée à environ 10 °C[24].
- La cabine cryogénique est une cabine individuelle où tout le corps sauf la tête est placé. Cela permet de réduire les troubles du stress et du sommeil et améliore les fonctions respiratoires[25].